# Kanzel (Courçon)

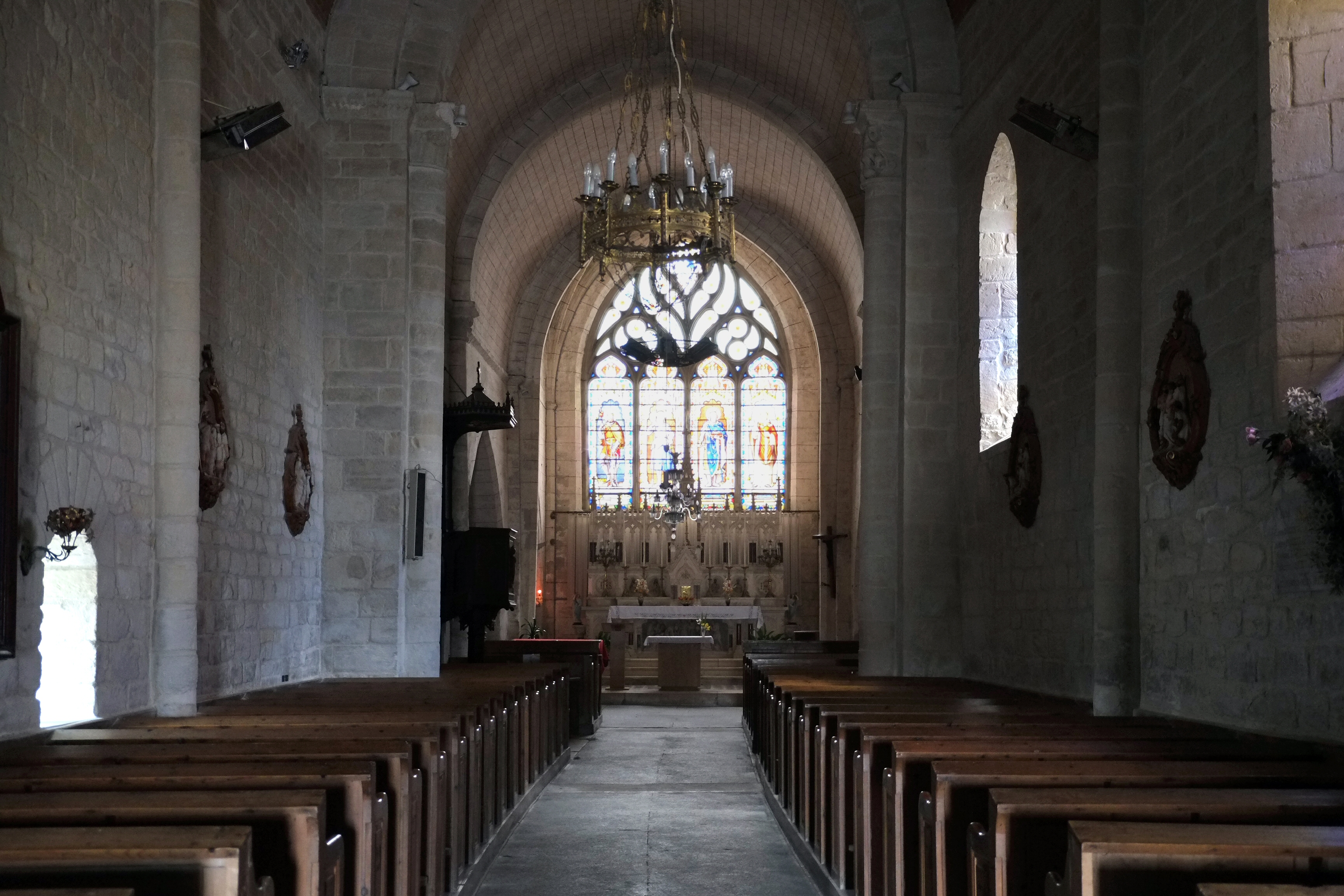
Kanzel in Courçon (links vorne an der Wand)

Die Kanzel in der Kirche Notre-Dame-de-l'Assomption in Courçon, einer französischen Gemeinde im Département Charente-Maritime der Region Nouvelle-Aquitaine, wurde in der zweiten Hälfte des 19. Jahrhunderts geschaffen. Die Kanzel aus Holz wurde 2005 als Monument historique in die Liste der geschützten Objekte (Base Palissy) in Frankreich aufgenommen.
Die Kanzel mit neogotischem Dekor steht auf einer Säule mit sechseckigem Schaft. Am Kanzelkorb ist eine Skulptur des Apostels Petrus angebracht. Der schlichte Schalldeckel wird von einem Kreuz bekrönt.